# بوریس جارک
بوریس جارک (انگلیسی: Boris Jarak؛ زادهٔ ۱۹ آوریل ۱۹۶۳) بازیکن هندبال اهل جمهوری فدرال سوسیالیستی یوگسلاوی است.